# Médaille Robert-Frost
La médaille Robert-Frost décernée par la Poetry Society of America récompense un poète américain pour l'ensemble de son œuvre, elle fut décernée pour la première fois en 1930.

## Présentation
En 1930 la Poetry Society of America décide de récompenser un poète pour l'ensemble de son œuvre par une médaille, la Gold Medal for Distinguished Achievement (médaille d'or pour des œuvres remarquables), le récipiendaire reçoit en plus un prix de 5 000 $. En 1964, la Gold Medal deviendra la «  médaille Robert Frost » en hommage au poète américain qui fut, entre autres, par quatre fois lauréat du prix Pulitzer,,,.
Les premiers récipiendaires furent : Jessie Belle Rittenhouse et à titre posthume à Bliss Carman et George Edward Woodberry (en).
Parmi les récipiendaires les plus connus on peut citer : Edna St. Vincent Millay, Carl Sandburg, Allen Ginsberg, Robert Penn Warren, Adrienne Rich, Richard Howard, Marilyn Nelson, Susan Howe, Robert Bly, Michael S. Harper (en). 

## Récipiendaires
La liste des récipiendaires est disponible sur le site de la Poetry Society of America
| - 1930 : Jessie Belle Rittenhouse - 1930 : Bliss Carman (in memoriam) - 1930 : George Edward Woodberry (in memoriam) - 1941 : Robert Frost - 1942 : Edgar Lee Masters - 1943 : Edna St. Vincent Millay - 1947 : Gustav Davidson - 1951 : Wallace Stevens - 1952 : Carl Sandburg - 1955 : Leonora Speyer - 1967 : Marianne Moore - 1971 : Melville Cane - 1974 : John Hall Wheelock - 1976 : A.M. Sullivan - 1984 : Jack Stadler - 1985 : Robert Penn Warren - 1986 : Allen Ginsberg / Richard Eberhart - 1987 : Robert Creeley / Sterling Brown - 1988 : Carolyn Kizer - 1989 : Gwendolyn Brooks - 1990 : Denise Levertov / James Laughlin | - 1991 : Donald Hall - 1992 : Adrienne Rich / David Ignatow - 1993 : William Stafford - 1994 : A. R. Ammons - 1995 : John Ashbery - 1996 : Richard Wilbur - 1997 : Josephine Jacobsen - 1998 : Stanley Kunitz - 1999 : Barbara Guest - 2000 : Anthony Hecht - 2001 : Sonia Sanchez - 2002 : Galway Kinnell - 2003 : Lawrence Ferlinghetti - 2004 : Richard Howard - 2005 : Marie Ponsot - 2006 : Maxine Kumin - 2007 : John Hollander - 2008 : Michael S. Harper - 2009 : X.J. Kennedy - 2010 : Lucille Clifton - 2011 : Charles Simic | - 2012 : Marilyn Nelson - 2013 : Robert Bly - 2014 : Gerald Stern - 2015 : Kamau Brathwaite - 2016 : Grace Schulman - 2017 : Susan Howe - 2018 : Ron Padgett - 2019 : Eleanor Wilner (en) - 2020 : Toi Derricotte - 2021 : N. Scott Momaday - 2022 : Sharon Olds - 2023 : Juan Felipe Herrera |